# 地域医療振興協会
公益社団法人地域医療振興協会（ちいきいりょうしんこうきょうかい）とは、「地域保健医療の向上を図り、住民福祉の増進と地域の振興に寄与すること」を目的として、1986年5月に自治医科大学の卒業生が中心となって設立された公益社団法人（公益社団法人への移行は2009年12月1日）である。

## 概要
同協会は僻地を中心とした地域保健医療の調査研究及び地域医学知識の啓発と普及を行うとともに、地域保健医療の確保と質の向上を図ることにより、住民福祉の増進を図り、地域間での医療の不均衡の解消、地域の振興を目指した活動をしている。

## 組織
- 前会長 - 高久史麿
- 会長 - 吉新通康
- 理事長 - 吉新通康（兼任）
- 所在地 - 東京都千代田区平河町2-6-4海運ビル4階、平河町2-6-3都道府県会館5階

## 主な事業
地域の医学知識の啓発・普及として、医学生の研修活動の支援、地域保健医療に関する講習会の開催、医療情報の提供等を行っているほか、調査・研究活動としてへき地医療診断活動基準や総合医の確立を行っている。
また、その他にも、へき地勤務医師の斡旋や医療施設等の管理運営受託などの事業も行っている。

## 運営病院
- 十勝いけだ地域医療センター
- 公立黒川病院
- 石岡第一病院
- 村立東海病院
- 日光市民病院
- 西吾妻福祉病院
- 東京ベイ・浦安市川医療センター
- 台東区立台東病院
- 東京北医療センター
- 練馬光が丘病院
- 横須賀市立うわまち病院
- 横須賀市立市民病院
- 湯沢町保健医療センター
- 上野原市立病院
- 越前町国民健康保険織田病院
- 公立丹南病院
- 市立恵那病院
- 伊豆今井浜病院
- 伊東市民病院
- あま市民病院
- 三重県立志摩病院
- 市立奈良病院
- 飯塚市立病院
- 市立大村市民病院
- 公立久米島病院
- このほか、無床・有床診療所、介護施設、看護専門学校等を運営している。